# سيلفيا أشتون
سيلفيا أشتون (بالإنجليزية: Sylvia Ashton)‏ (26 يناير 1880 - 17 نوفمبر 1940) ممثلة أفلام أمريكية من عصر السينما الصامتة ظهرت في 134 أفلام بين عامي 1912 و1929.

## روابط خارجية
- سيلفيا أشتون على موقع IMDb (الإنجليزية)
- سيلفيا أشتون على موقع ألو سيني (الفرنسية)
- سيلفيا أشتون على موقع أول موفي (الإنجليزية)
- سيلفيا أشتون على موقع قاعدة بيانات الأفلام السويدية (السويدية)
- سيلفيا أشتون على موقع قاعدة بيانات الأفلام السويدية (السويدية)
- سيلفيا أشتون على موقع قاعدة بيانات الفيلم (الإنجليزية)
- سيلفيا أشتون على موقع كينوبويسك (الروسية)